# Prigioniero della paura (film 1947)
Prigioniero della paura (The October Man ) è un film del 1947, diretto da Roy Baker (Roy Ward Baker).

## Trama
I dottori dicono a Jim Ackland - dimesso dall’ospedale dopo una lunga degenza per una frattura cranica dovuta ad un incidente stradale - che potrebbe in futuro essere soggetto a disordini mentali, come quelli che, in precedenza lo avevano portato a due tentativi di suicidio.
Jim inizia a lavorare per un’industria chimica di una piccola cittadina inglese, prendendo alloggio in una pensione locale, ed inizia a frequentare assiduamente Jenny, la sorella di un collega.
Quando Molly Newman viene trovata morta a poca distanza dalla pensione nella quale anch’ella risiedeva, dopo essere uscita una sera per imbucare una lettera, Jim è il maggiore sospettato: non solo egli era l’unico assente dalla propria camera quando è avvenuto l’omicidio, non solo la vittima era stata trovata con un assegno a suo nome emesso da Jim (che la polizia interpreta come un tentativo di ricatto, per un qualche motivo, da parte di Molly), ma soprattutto i precedenti di instabilità mentale giocano contro di lui.
Jim, che giunge a dubitare di sé stesso, riesce tuttavia ad appurare che un altro ospite della pensione, Peachy, aveva falsamente testimoniato alla polizia che fra lui e la vittima esistesse una relazione amorosa, il che, dato il rapporto di Jim con Jenny, avvalorava l’ipotesi di un omicidio per liberarsi di una ricattatrice. Peachy, in un incontro a tu per tu con Jim, gli confessa di aver ucciso Molly, offeso dal fatto che Jim le avesse prestato del denaro, cosa che, nel pensiero paranoico dell’omicida, invaghito della donna, era sua esclusiva prerogativa fare.
Jim riferisce tutto ciò alla polizia, che tuttavia ha bisogno di prove, non di accuse. Jim allora, incalzato dagli agenti che vogliono arrestarlo, riesce a scoprire che Peachy intende lasciare il paese. Ne informa la polizia, e, in mancanza di risposta - ignaro anche del fatto che la polizia ha ritrovato la lettera che Molly aveva inviato, nella notte della sua uccisione, e che menzionava lo stalking di Peachy - depresso, vuole ritornare in ospedale.
Sarà Jenny a comunicargli che Peachy è stato arrestato in quanto autore dell’omicidio, liberando in tal modo Jim dalla spirale della paura.

## Produzione
Il film fu prodotto dalla Two Cities Films, una piccola compagnia fondata dieci anni prima da due produttori italiani che fu inglobata dalla Rank Organisation.